# Kosmische Musik
Kosmische Kuriere/Kosmische Musik war ein 1973 von Rolf-Ulrich Kaiser gegründetes Plattenlabel als Sublabel bzw. Fortführung von Ohr. Die Musikproduktion wurde bereits 1975 aus juristischen Gründen eingestellt. Insgesamt erschienen auf dem Label 17 Alben, doch nur die ersten drei Veröffentlichungen firmierten unter der Bezeichnung „Kosmische Kuriere“ (KK), alle weiteren unter „Kosmische Musik“ (KM).

## Geschichte

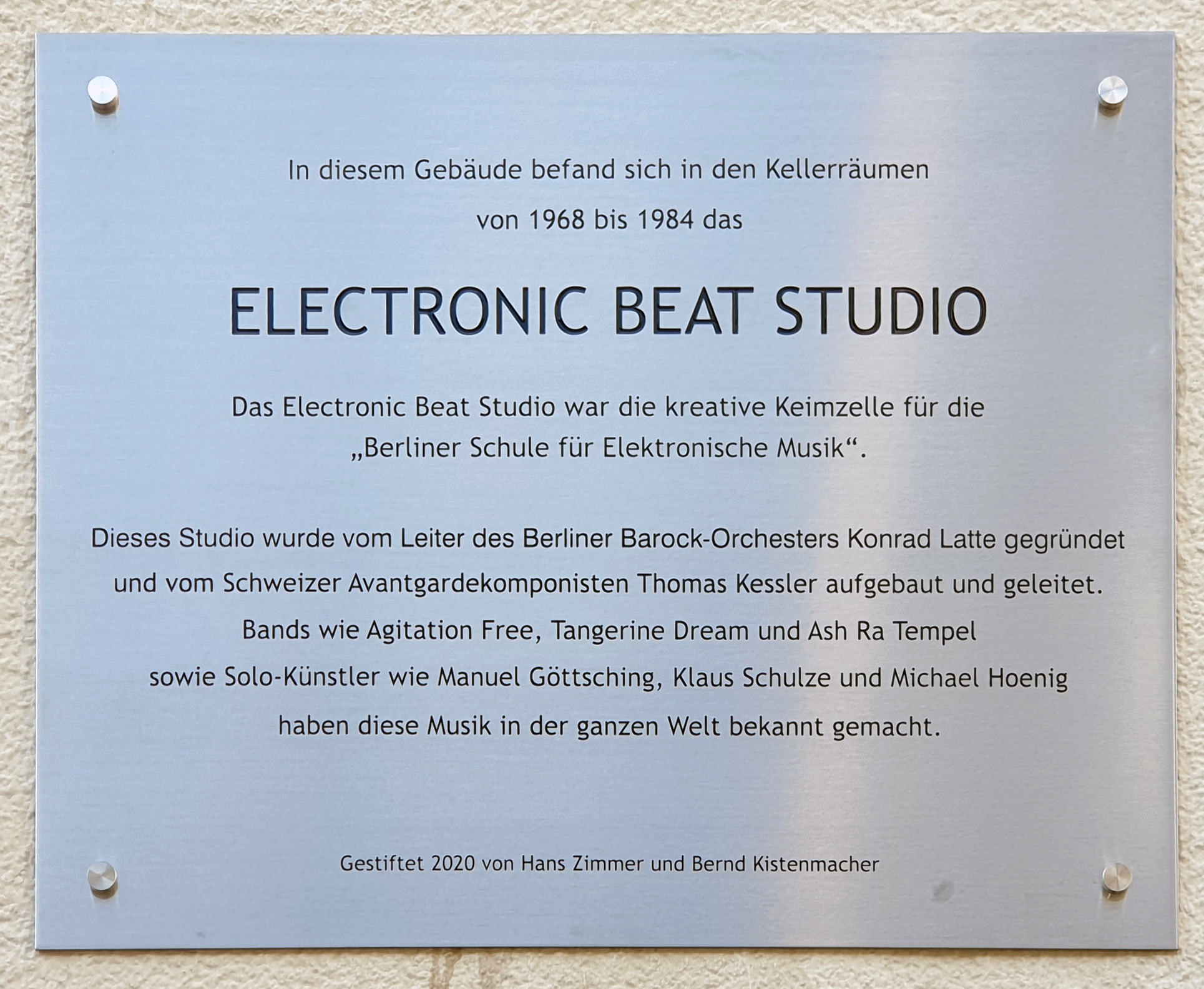
Gedenktafel am ehemaligen Electronic Beat Studio in Berlin.

Zu Beginn der Siebzigerjahre war Rolf-Ulrich Kaiser für die beiden deutschen Plattenlabel Ohr und Pilz tätig. Von betriebswirtschaftlicher Seite unterstützt wurde er durch Peter Meisel von der Hansa Musik Produktion. Diese Zusammenarbeit ging 1972 zu Ende. Die beiden Mitarbeiter Bruno Wendel und Günther Körber, die als A&R-Manager für Ohr gearbeitet hatten, verließen ebenfalls das Unternehmen und gründeten 1972 ihr eigenes Plattenlabel Brain. Das letzte Album auf Pilz erschien 1972, das letzte auf Ohr 1973.

### Kosmische Kuriere
Im August 1972 reisten die Berliner Band Ash Ra Tempel und Plattenproduzent Rolf-Ulrich Kaiser zum Festival nach Bern. In der Schweiz kontaktierten Kaiser und seine Lebensgefährtin Gerlinde „Gille“ Lettmann den LSD-Befürworter Timothy Leary, der nach seinem Gefängnisausbruch im Schweizer Exil lebte. Da Ash Ra Tempel ursprünglich eine Platte mit dem Beat-Poeten Allen Ginsberg aufnehmen wollten, der aber nicht auffindbar war, entschied man sich stattdessen für Timothy Leary, der einverstanden war. Beteiligt waren neben Ash Ra Tempel (Manuel Göttsching und Hartmut Enke) weitere Musiker aus dem Umfeld des Westberliner Electronic Beat Studios wie Michael Duwe und Dietmar Burmeister von Agitation Free und Steve Schroyder von Tangerine Dream. Vor den Aufnahmen im Berner Sinus-Studio konsumierten die beteiligten Musiker in Limonade aufgelöstes LSD, ein starkes Psychedelikum. Später wurden diese Tracks durch weitere, im Studio von Dieter Dierks in Stommeln gemachte Aufnahmen ergänzt und im Frühjahr 1973 unter dem Albumtitel Seven Up mit der Katalognummer KK 58.001 veröffentlicht.
Hierzu gründete Kaiser eigens das Sublabel Kosmische Kuriere. Die Bezeichnung „Cosmic Couriers“ geht angeblich auf eine Formulierung von Leary zurück und meint Menschen, die LSD selbstlos unter die Leute bringen, um das Weltbewusstsein zu entwickeln. „Wir sind die Kosmischen Kuriere“, verlautbarten Kaiser und Lettmann über den Verteiler des Ohr-Pressediensts: „Zunächst senden wir unsere Musik, später expandieren wir in eine schönere Welt.“ Dazu zierte jede Plattenhülle ein gelbes Signet mit dem Schriftzug „The Sound of the Cosmic Couriers – Cosmic Music“.
Als zweites Album wurde Walter Wegmüllers Langspielplatte Tarot eingespielt, die im Dezember 1972 parallel zum Album Join Inn von Ash Ra Tempel, mit Klaus Schulze am Schlagzeug, in den Dierks-Studios entstand. Das Album ist der Kartenlesekunst gewidmet und beschäftigt sich mit den 22 Trümpfen des Tarot (Narr, Magier, Hohepriesterin etc.). Zum Jahreswechsel 1972/73 arbeiteten Jürgen Dollase und Jerry Berkers von der Gruppe Wallenstein, die Liedermacher Witthüser & Westrupp sowie Jörg Mierke und Klaus Schulze an einer Langspielplatte für den Schweizer Mythenforscher Sergius Golowin. Dazu verteilte Kaiser kostenlos LSD. Das Album Lord Krishna von Goloka ist durch improvisierte Musik mit esoterischen Sprechbeiträgen von Golowin gekennzeichnet.

### Kosmische Musik
Am 15. Februar 1973 gestalteten Klaus Schulze, Tangerine Dream und Ash Ra Tempel im Théâtre de l’Ouest Parisien (TOP) einen gemeinsamen Konzertabend. Unter dem Motto „An Evening with Kosmische Musik“ hatten die drei Vertreter der sogenannten Berliner Schule ihren ersten internationalen Auftritt und etablierten dabei die Bezeichnung „Kosmische Musik“. Am Abend zuvor waren bereits die Kollegen von Kraftwerk und Guru Guru in dem Pariser Theater aufgetreten.
Im Frühjahr 1973, zwischen Februar und Mai, kam es in den Dierks-Studios zu ausgedehnten Aufnahmesitzungen, den „Cosmic-Sessions“. In Live-Studio-Sessions improvisieren Klaus Schulze, Manuel Göttsching und Hartmut Enke von Ash Ra Tempel, Jürgen Dollase und Harald Grosskopf von der Gruppe Wallenstein sowie der Produzent Dieter Dierks Stücke, die am ehesten dem Genre Spacerock zugeordnet werden können. Mit dem Ergebnis waren die Musiker nicht zufrieden und die Aufnahmen verschwanden im Archiv. Das Produzenten-Team Kaiser und Lettmann animierte die Musiker, unter Drogeneinfluss zu spielen, und verabreichte ihnen wissentlich oder unwissentlich LSD. Mit erweitertem Bewusstsein sollten sie „kosmische Musik“ einspielen.
Der Musiker Klaus Schulze war der erste, der sich dem „Electric Water“ verweigerte und eine Gelbsucht vortäuschte. Es kam zu weiteren Spannungen, als sich Kaiser immer erratischer verhielt und sogar die Kooperation mit dem deutschen Musikmagazin Sounds aufkündigte. Mit Liz Elliot und Brian Barritt wollte er zwei Leute aus dem Gefolge des mittlerweile inhaftierten Timothy Leary mit dem Gruppen-Management bei Ohr Records beauftragen. Klaus Schulze und Edgar Froese von Tangerine Dream kündigten daraufhin ihre Verträge. Ende September 1973 berichtete das Nachrichtenmagazin Der Spiegel über die Zustände bei Ohr/Kosmische und erwähnte „gefälschte Umsatzzahlen und getürkte Pressemeldungen“.
Im Oktober 1973 wurde Klaus Schulzes einziges Album auf Kosmische Musik veröffentlicht, die Doppel-LP Cyborg (KM 2/58.005). Noch im selben Jahr folgten die Langspielplatten Cosmic Century von Wallenstein, Starring Rosi von Ash Ra Tempel (eigentlich nur Manuel Göttsching) und Seligpreisung von Popol Vuh.
Im Jahr 1974 erschienen lediglich fünf Schallplatten, bunt gestaltet von Peter Geitner. Sie waren ausnahmslos alle einer Band namens „The Cosmic Jokers“ zugeschrieben, wobei das Album Sci Fi Party – Unser Flug durch die Kosmische Musik eine Zusammenstellung aus bereits erschienenen Stücken darstellte. „The Cosmic Jokers“ waren eine Art Supergroup des Krautrock, nur dass deren Mitglieder (Göttsching, Enke, Dollase, Grosskopf, Schulze) nicht darüber in Kenntnis gesetzt wurden, dass sie Teil dieses Bandprojekts waren. Kaiser hatte eigenmächtig und ohne vorherige Rücksprache die Bänder der „Cosmic-Sessions“ aus dem Frühjahr 1973 neu abgemischt, mit Fadeouts und Overdubs versehen und unter Titeln wie Galactic Supermarket, Gilles Zeitschiff und Planeten Sit-In veröffentlicht. Präsentiert wurden die Alben von Kaisers Lebenspartnerin Gille, die als „Sternenmädchen“ bzw. „Starmaiden“ in Erscheinung trat. Die Plattenhüllen trugen inhaltsleere Textbotschaften wie diese:

„Zu Besuch bei den Cosmic Jokers. Mr. Tarot entdeckt die vier Elemente. Changer wandelt die Zeiten. Cosmic Composer trifft Wallenstein und die Kosmischen Kuriere. Die Galaxie der Freude. Die Raketen starten in den Weltraum, entdecken den Galaktischen Supermarkt.“

„Steigt ein in das Raumschiff Galaxy. (…) Wir entdecken die Sonne, die Milchstraße und die Sterne. Tanzt die Energie der Sonne und tanzt mit den blitzenden Farben der jagenden Elektronen. Unser Raumschiff Galaxy fliegt mit euch zum Sit-In der Planeten.“

Mehrere Künstler prozessierten gegen Ohr/Kosmische, weil Vertragsunklarheiten bestanden und Tantiemen nicht gezahlt wurden. Andere fühlten sich lächerlich gemacht. Edgar Froese verweigerte Kaiser die Verwendung des Namens Kosmische Musik, an dem er die Rechte beanspruchte. Manuel Göttsching, der dem Label vom Anfang bis zum Ende die Treue gehalten hatte, hingegen widersprach den Anschuldigungen: „Natürlich wusste ich von diesen Veröffentlichungen, natürlich hatte ich vorher Verträge, und ich erhielt Tantiemen, sogar im Voraus. Das war sehr wenig Geld, aber das sollte kein Grund sein, solche Gerüchte zu verbreiten. Man kann dem Produzenten Rolf-Ulrich Kaiser vieles nachsagen, aber ich habe keinen Grund, zu behaupten, dass er mir gegenüber unkorrekt gewesen wäre.“
Zuletzt erschienen 1975 mit Inventions for Electric Guitar von Ash Ra Tempel, Dreamlab von Mythos und Einsjäger & Siebenjäger von Popol Vuh drei veritable Alben. Damit endete der Katalog und die Existenz des Plattenlabels Kosmische Musik wurde eingestellt. Das Paar Kaiser und Lettmann zog sich anschließend nahezu vollständig aus der Öffentlichkeit zurück.

## Diskographie (chronologisch)
- 1973: Seven Up von Ash Ra Tempel feat. Timothy Leary, Brian Barritt, Liz Elliot, Bettina Hohls, Portia Nkomo, Hartmut Enke, Steve Schroyder, Tommy Engel, Klaus D. Müller, Dieter Dierks, Michael Duwe und Dietmar Burmeister (KK 58.001)[15]
- 1973: Lord Krishna von Goloka von Sergius Golowin mit Jerry Berkers, Jürgen Dollase, Jörg Mierke, Klaus Schulze, Walter Westrupp und Bernd Witthüser (KK 58.002)[16]
- 1973: Tarot von Walter Wegmüller mit Manuel Göttsching, Hartmut Enke, Harald Grosskopf, Jerry Berkers, Walter Westrupp und Klaus Schulze (KK 2/58.003)[17]
- 1973: Live *68–*73 von Witthüser & Westrupp (KM 58.004)
- 1973: Cyborg von Klaus Schulze (KM 2/58.005) (Plattennotiz: „CYBORG, eine teils elektronische teils organische Existenz, wartet an den Toren des akustischen Psychopharmakas auf das Jahrtausend seiner Geburt!“)[18]
- 1973: Cosmic Century von Wallenstein (KM 58.006)
- 1973: Starring Rosi von Ash Ra Tempel feat. Rosemarie „Rosi“ Müller (KM 58.007)
- 1973: Seligpreisung von Popol Vuh (KM 58.009)
- 1974: The Cosmic Jokers mit Manuel Göttsching, Klaus Schulze, Harald Grosskopf, Dieter Dierks und Jürgen Dollase (KM 58.008)[19]
- 1974: Galactic Supermarket von The Cosmic Jokers (ungenannt) (KM 58.010)[20]
- 1974: Sci Fi Party – Unser Flug durch die Kosmische Musik (Sampler) (KM 58.011)
- 1974: Gilles Zeitschiff von The Cosmic Jokers (ungenannt) & Sternenmädchen (KM 58.012)[21] („Sternenmädchen zu Besuch bei den Magiern“)
- 1974: Planeten Sit-In von The Cosmic Jokers & Sternenmädchen (KM 58.013)[22]
- 1975: Stories, Songs & Symphonies von The Symphonic Rock Orchestra Wallenstein (KM 58.014)
- 1975: Inventions for Electric Guitar von Ash Ra Tempel (KM 58.015)
- 1975: Dreamlab von Mythos (KM 58.016) („Dedicated to Wernher von Braun / presented by Starmaiden“)
- 1975: Einsjäger & Siebenjäger von Popol Vuh (KM 58.017)

### Kosmische Kurierbeispiele
- Walter Wegmüller: Der Narr (mit Vorstellung der Musiker) auf YouTube
- Sergius Golowin: Die weiße Alm auf YouTube

### Kosmische Musikbeispiele
- Wallenstein: The Cosmic Couriers Meet South Philly Willy auf YouTube
- Mythos: Dedicated to Wernher von Braun auf YouTube
- The Cosmic Jokers: Planeten Sit-In auf YouTube
- The Cosmic Jokers: Galactic Joke auf YouTube